# Canali in disuso della bonifica Pontina
Canali in disuso della bonifica Pontina este o arie protejată (arie specială de conservare — SAC, sit de importanță comunitară — SCI) din Italia întinsă pe o suprafață de 593 ha, integral pe uscat.

## Localizare
Centrul sitului Canali in disuso della bonifica Pontina este situat la coordonatele 41°21′48″N 13°11′05″E / 41.363333°N 13.184722°E.

## Înființare
Situl Canali in disuso della bonifica Pontina a fost declarat sit de importanță comunitară în iunie 1995 pentru a proteja 5 specii de animale. Situl a fost protejat și ca arie specială de conservare în decembrie 2016.

## Biodiversitate
Situată în ecoregiunea mediteraneană, aria protejată conține 1 habitat natural: Cursuri de apă de la nivel de câmpie la nivel montan, cu vegetație Ranunculion fluitantis și Callitricho-Batrachion.
La baza desemnării sitului se află mai multe specii protejate:
- păsări (3): pescăruș albastru (Alcedo atthis), erete de stuf (Circus aeruginosus), egretă mică (Egretta garzetta)
- nevertebrate (1): Coenagrion mercuriale
- pești (1): Rutilus rubilio

Pe lângă speciile protejate, pe teritoriul sitului au mai fost identificate 6 specii de plante, 1 specie de mamifere.